# 20 años. Discografía completa
Extremoduro 20 años: Discografía completa es el título que se le da al Box set que reúne los 9 primeros álbumes de estudio del grupo junto con su disco en directo. Fue lanzado el 20 de diciembre de 2010. Para esta edición se optó por incluir las canciones remasterizadas y parcialmente regrabadas de Grandes éxitos y fracasos en forma de Bonus Track en sus respectivos discos. Alcanzó el puesto 59 en las listas de ventas españolas.
La revista Rolling Stone le otorgó la máxima calificación a esta recopilación que reunía la discografía completa del grupo hasta la fecha.

## Lista de canciones

### Rock transgresivo
1. Extremaydura
2. Emparedado
3. Decidí
4. Romperás
5. Adiós, abanico, que llegó el aire*
6. Arrebato
7. Jesucristo García
8. La hoguera
9. Te juzgarán solo por tus errores (Yo no)
10. Caballero andante (¡No me dejéis asíii!)
11. Amor castúo (Versión 2004)
12. Extremaydura (Versión 2004)
13. Jesucristo García (Versión 2004)
14. Decidí (Versión 2004)
15. Arrebato (Versión 2004)

### Somos unos animales
1. Tu corazón
2. La canción de los oficios (con Rosendo Mercado)
3. Quemando tus recuerdos
4. V Centenario
5. J.D. La central nuclear
6. Ni príncipes ni princesas
7. Perro callejero
8. Desidia
9. Resolución
10. Necesito droga y amor (Los camellos no me fían)
11. Tu corazón (Versión 2004)
12. Necesito droga y amor (Versión 2004)
13. La canción de los oficios (Versión 2004)
14. Quemando tus recuerdos (Versión 2004)

### Deltoya
1. Sol de invierno
2. De acero
3. Última generación
4. Lucha contigo
5. Con un latido del reloj
6. Bulerías de la sangre caliente
7. Deltoya
8. Relación convencional
9. Volando solo
10. Ama, ama, ama y ensancha el alma
11. Papel secante
12. Estado policial
13. Ama, ama, ama y ensancha el alma (Versión 2004)
14. Sol de invierno (Versión 2004)
15. Papel secante (Versión 2004)
16. Deltoya (Versión 2004)
17. Bulerías de la sangre caliente (Versión 2004)
18. De acero (Versión 2004)
19. Estado policial (Versión 2004)
20. Volando solo (Versión 2004)

### ¿Dónde están mis amigos?
1. El duende del parque
2. No me calientes que me hundo
3. Sin Dios ni amo
4. Pepe Botika (¿Dónde están mis amigos?) (con Fernando Madina de Reincidentes)
5. Estoy muy bien
6. Bri, bri, bli, bli (En el más sucio rincón de mi negro corazón)
7. Malos pensamientos
8. Posado en un nenúfar
9. Islero, shirlero o ladrón
10. Historias prohibidas (Nos tiramos a joder)
11. Los tengo todos
12. No me calientes que me hundo (Versión 2004)
13. Pepe Botika (Versión 2004)
14. El duende del parque (Versión 2004)
15. Bri, bri, bli, bli (Versión 2004)
16. Historias prohibidas (Versión 2004)

### Pedrá
1. Pedrá

### Agila
1. Buscando una luna
2. Prometeo
3. Sucede
4. So payaso
5. El día de la Bestia
6. Tomás
7. ¡Qué sonrisa tan rara!
8. Cabezabajo
9. Ábreme el pecho y registra
10. Todos me dicen
11. Correcaminos, estate al loro
12. La carrera
13. Me estoy quitando (Versión de Tabletom)
14. Sucede (Versión 2004)

### Iros todos a tomar por culo
1. Amor castúo
2. Buscando una luna
3. De acero
4. Correcaminos, estate al loro
5. La hoguera
6. Jesucristo García
7. Tu corazón
8. Bri, bri, bli, bli
9. Quemando tus recuerdos
10. La carrera
11. Pepe Botika
12. Deltoya
13. Pedrá
14. Ama, Ama, Ama y ensancha el alma

### Canciones prohibidas
1. Salir
2. Esclarecido
3. Érase una vez
4. Golfa
5. Su culo es miel
6. Extraterrestre
7. Autorretrato
8. Enemigo
9. Villancico del rey de Extremadura
10. Salir (Versión 2004)

### Yo, minoría absoluta
1. "A fuego"
2. "La vereda de la puerta de atrás"
3. "Hoy te la meto hasta las orejas"
4. "Standby"
5. "Menamoro"
6. "Luce la oscuridad"
7. "Cerca del suelo"
8. "Puta"
9. "Buitre no come alpiste"
10. "La vieja (canción sórdida)"

### La ley innata
1. "Dulce introducción al caos"
2. "Primer movimiento: el sueño"
3. "Segundo movimiento: lo de fuera"
4. "Tercer movimiento: lo de dentro"
5. "Cuarto movimiento: la realidad"
6. "Coda flamenca (otra realidad)"

## Posiciones en las listas
| Año  | Lista      | Posición |
| ---- | ---------- | -------- |
| 2010 | PROMUSICAE | No. 59   |